# Kaple svatého Jana Křtitele (Dolní Kounice)
Kaple svatého Jana Křtitele v Dolních Kounicích stojí na náměstí Míru v místní části Závodí. Jde o renesanční stavbu s prvky doznívající gotiky a byla vystavěna kolem poloviny 16. století na městském hřbitově. Majitelem je město Dolní Kounice. Jedná se o kulturní památku.
Kaple je veřejnosti přístupná pouze v době konání kulturních akcí.

## Historie
Pozemek k založení nového hřbitova daroval městu starosta Jan Tišnovský z Cynenberka v 16. století. Výstavbu kaple udávají některé zdroje na polovinu 16. století, jiné na rok 1590. Ke kapli, která sloužila také jako márnice, patřil přístavek pro máry a základní nářadí hrobníka, na vnější zdi byla menší kazatelna. Ve věžičce bývaly před první světovou válkou dva zvony, starší byl datován do roku 1556.
Na hřbitově se pohřbívalo až do 1. ledna 1938, kdy se otevřel nový obecní hřbitov. Kaple byla značně poškozena na konci druhé světové války. Zbytky starého hřbitova (náhrobky, kříže, ohradní zeď) byly odstraněny v roce 1948. Kaple byla obnovena v roce 1958, v 90. letech 20. století došlo k její opravě.

## Popis
Jedná se o menší čtyřbokou obdélnou stavbu se sedlovou střechou. Stěny jsou prolomeny pěti okny s lomenými oblouky, na severní a jižní stěně jsou stupňovité štíty. Ze střechy vystupuje dřevěná věžička – sanktusník – zakončená křížem. Stěny jsou zvenku i zevnitř hladce bíle omítnuté. Vnitřní prostor je zaklenutý hřebíkovou klenbou.
Z dochovaných popisů a fotografií vyplývá, že v kapli byl zřejmě barokní oltář zhotovený z dřeva a kořenů růží a vinné révy. Součástí byly sochy sv. Jana Křtitele a dalších světců a světic. V interiéru se také nacházelo několik lavic.